# Alfons Blomme
Alfons Blomme (Roeselare, 2 de febrero de 1889 - † 6 de octubre de 1979) fue un artista flamenco, pintor y escultor.

## Datos biográficos
En 1909 dejó la ciudad de Roeselare, donde se graduó de la escuela de arte con los más altos honores.
Luego se trasladó a Bruselas, donde se fue a estudiar, entró en contacto con el art nouveau y el neo-impresionismo. Permaneció en este estilo de arte, a contracorriente de sus contemporáneos, pasó al surrealismo. Descubrió la obra de Emile Claus y desarrolló su técnica puntillista propia. La Primera Guerra Mundial, la pasó en los Países Bajos. Poco después de regresar, en 1920, ganó el Premio de Roma. Alfons Blomme viajó mucho y permitió que sus viajes inspirasen paisajes, paisajes urbanos y retratos de los edificios.

## Amistad con Albert Einstein
En 1929 se casó Alfons Blomme con Kaatje de Feijter.  Se apartó de los ruidos de Bruselas (Uccle) y se fue a vivir junto al mar, en Villa Martha en el Driftweg de De Haan . En 1933 entró en contacto con Albert Einstein. Se hicieron amigos y  Albert dio permiso a Blomme para pintar un retrato.

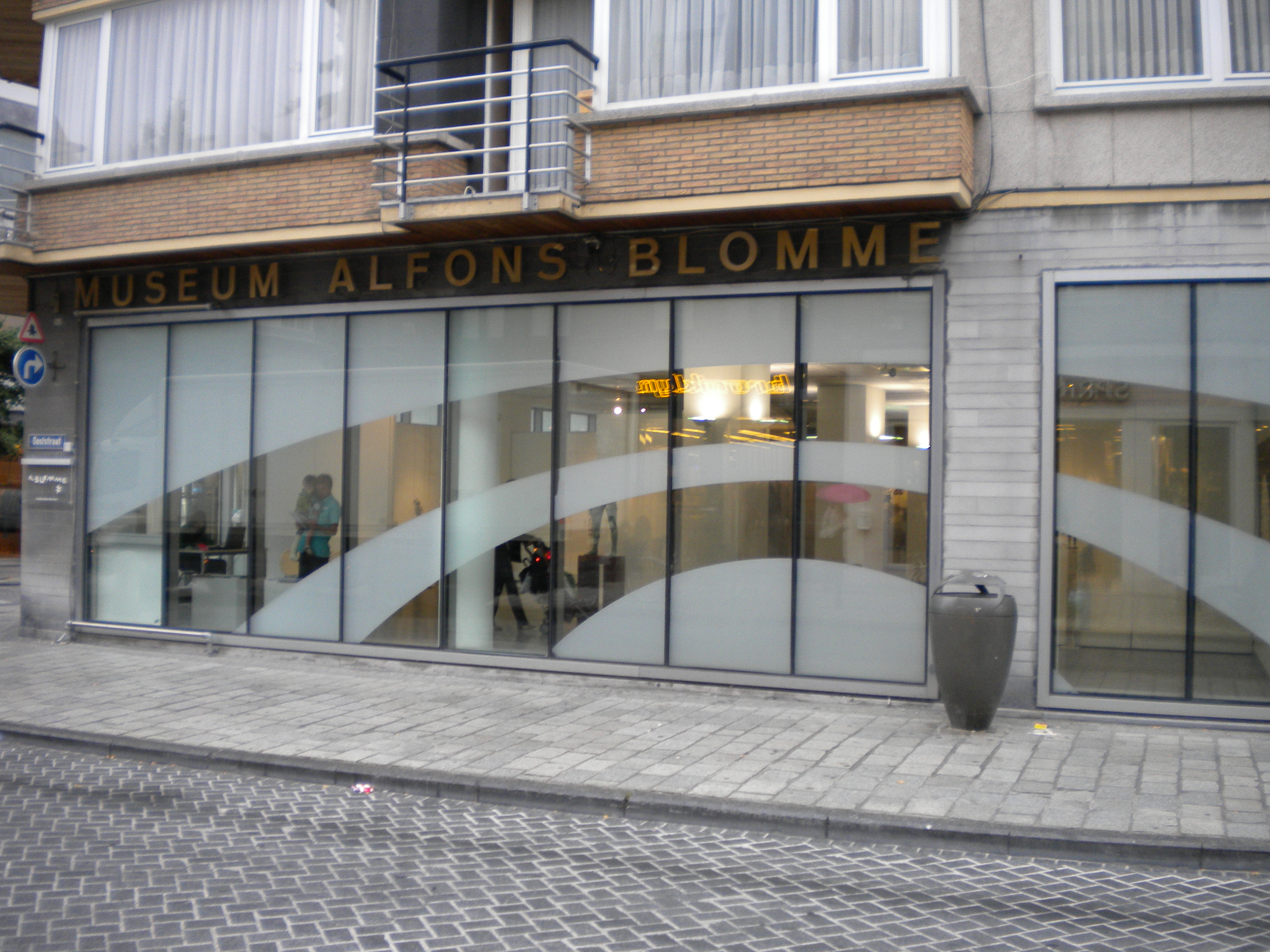
Galería Alfons Blomme en Roeselare.

## Museo Municipal Alfons Blomme
En Roeselare en la esquina de Ooststraat y Delaerestraat existe un espacio expositivo que lleva el nombre del artista. El ayujntamiento de la ciudad también concede un Gran Premio de Pintura que lleva el nombre del artista.
Los trabajos de Blomme también se incluyen en la colección de la Kaz en Ostende (la fusión de las PMMK y MSK  de Ostende), allí se conservan un retrato de Albert Einstein y uno de James Ensor. 

## Obras
Aunque sus obras no son tan conocidas, siguen teniendo una amplia aceptación y movilidad en el terreno comercial del arte.
La pintura no era su única ocupación. También realizó otras obras de arte, grabados, acuarelas, dibujos y bocetos de esculturas, algunas de ellas llevadas a término. De 1935 a 1940 fue director de la Academia de Arte de Ostende.